# سيراس أ. دولف
سيراس أ. دولف (بالإنجليزية: Cyrus A. Dolph)‏ هو محامي أمريكي، ولد في 27 سبتمبر 1840، وتوفي في 22 يونيو 1914.